# Pekingköket

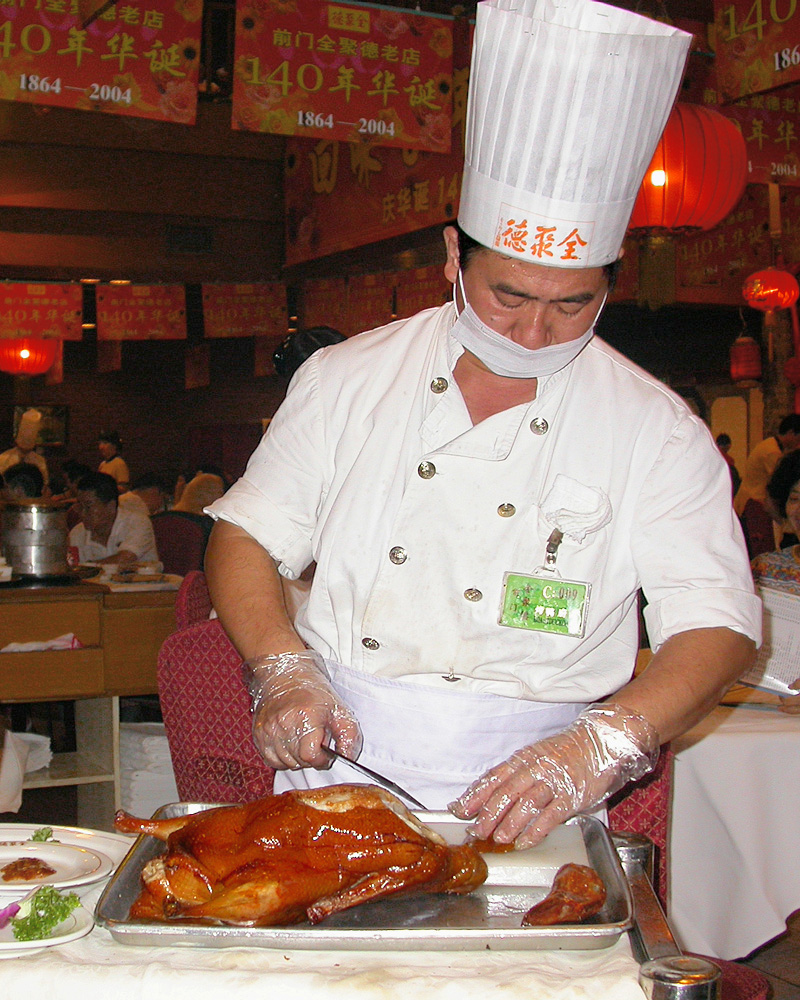
En kock från den anrika pekinganksrestaurangen Quanjude i full fart

Pekingköket (京菜, jīngcài), är ett av Kinas tio stora kök. Maten från staden har influerats av bland annat mongoler och manchuer, och också tagit upp rätter från det kejserliga köket.

## Historia
Många rätter i Pekingköket som serveras som huvudrätter härrör från olika kinesiska halalrätter, särskilt lamm- och nötköttsrätter, samt från Huaiyangköket.
En annan tradition som påverkade Pekingköket (liksom den påverkas av det senare) är det kinesiska kejserliga köket som härstammar från "Emperor's Kitchen" (御膳 房; yùshànfáng), som hänvisade till matlagningsmöjligheterna i den förbjudna staden. Där visade tusentals kockar från olika delar av Kina sina bästa kulinariska färdigheter för att behaga den kejserliga familjen och tjänstemännen. Därför är det ibland svårt att bestämma det faktiska ursprunget till en maträtt, eftersom termen "Mandarin" är generaliserad och hänvisar inte bara till Peking, utan även andra provinser. En viss generalisering av Pekingköket kan emellertid karakteriseras på följande sätt: Mat som har sitt ursprung i Peking är ofta snacks snarare än huvudrätter, och de säljs vanligtvis av små butiker eller av gatuförsäljare. Det läggs tonvikt på mörk sojapasta, sesampasta, sesamolja och schalottenlök, och jäst tofu serveras ofta som en smaktillsats. När det gäller tillagningstekniker används ofta metoder som handlar om olika sätt att steka. Det är mindre betoning på ris som tillbehör än det är i många andra regioner i Kina, eftersom lokal risproduktion i Peking begränsas av det relativt torra klimatet.

## Lista på typiska rätter
- Pekinganka